# 아르헨티나 지역노동자연맹

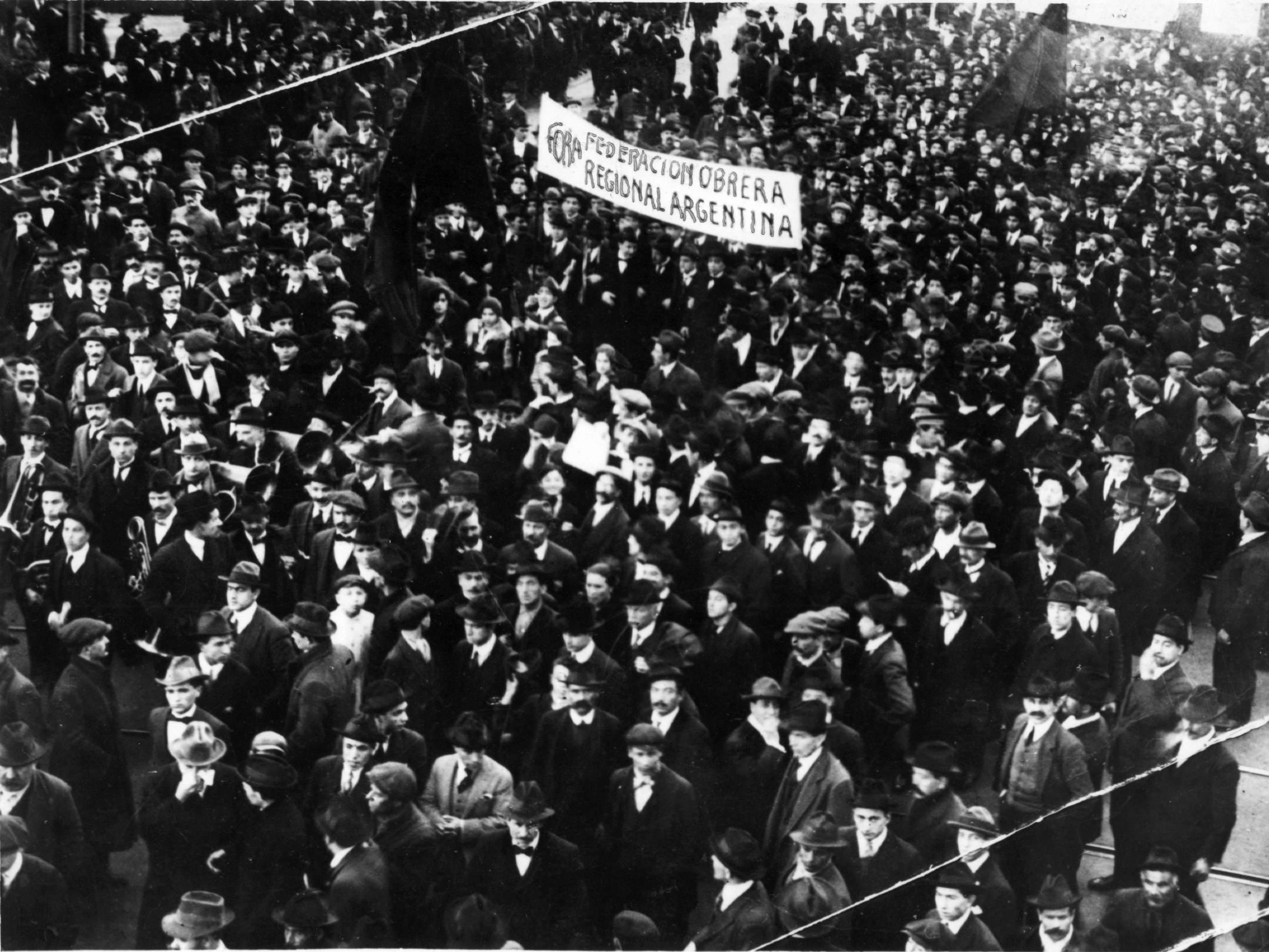
1915년 FORA의 가두행진.

아르헨티나 지역노동자연맹(스페인어: Federación Obrera Regional Argentina; FORA)는 1901년 설립된 아르헨티나 최초의 전국노총이다. 생디칼리슴 성향이었다.